# 三重交通四日市営業所
三重交通四日市営業所（みえこうつうよっかいちえいぎょうしょ）は、三重県四日市市にある三重交通の営業所。川島車庫とも呼ばれる。北部観光営業所を併設している。

## 現行路線

### 高速路線

#### 名古屋桜台高速線
- 30系統： 名鉄BC - 菰野東・桜花台・さつき橋・桜台
- 30系統： 名鉄BC - 四日市大学・東芝四日市工場・菰野東・桜花台・さつき橋・桜台
昼間は30-60分毎の運行。
2013年4月より一部便は四日市大学・東芝四日市工場を経由

#### 名古屋湯の山高速線
- 31系統[1]： 名鉄BC - (東名阪自動車道) - 四日市インター - 菰野東 - アクアイグニス - 近鉄湯の山温泉 - 湯の山温泉・御在所ロープウエイ前
平日1往復、土休日2往復、下りは午前、上りは午後の運行。
2018年9月14日より三交湯の山温泉停留所廃止、ロープウエイ駅前駐車場に路線変更。

#### 京都高速線
- 37系統： 新正車庫・近鉄四日市・生桑車庫 - 土山BS - 五条京阪・京都駅八条口
京阪バスと共同運行。

路線概要
- JR線・近鉄線で直行する列車がない京都と三重県北部を直通する高速バスである。2008年2月、新名神高速道路（亀山JCT - 草津JCT）の開通により、京都と三重県北部をより短距離で結ぶことができるようになったことを受けて開設された路線で、新名神の新規開業区間を通行する初の高速バス路線となった。新名神高速道路では開通後1年までに高速バス30便が新設されたとされるが、そのうち大半にあたる28便（四日市12、津8、伊勢8）が当路線によるものである。

運行本数
- 1日6往復 （京阪バス洛南営業所、三重交通四日市営業所）

沿革
- 2007年12月19日： 路線認可申請（京都 - 四日市、京都 - 津）。
- 2008年 3月 7日： 路線運行認可。
- 2008年 3月13日： 予約受付開始。
- 2008年 3月20日： 新名神高速道路の 亀山JCT - 草津田上IC間の開通に伴い、運行開始。
- 2025年 3月15日： 土山BSが全便通過となる（予定）。

利用状況
- 新聞報道によると、運行開始から1ヶ月間で、乗客数は当初見込みの年間3万〜4万人の2倍近いペースで推移しており好調。ただ、東名阪自動車道の四日市IC - 亀山JCT間で渋滞が多発し、四日市便が影響を受けているという。
- なお開通1周年を迎えた時点の三重交通の発表によると、津系統は初年度利用人員が約3.1万人で目標（3万人）をやや上回る結果となった。また四日市系統は初年度利用人員が約6.4万人で目標を（4万人）を大きく超える結果となった。
- その後、三重交通および近鉄バスは2009年9月に新名神を経由する路線の「第二弾」として、四日市 - 大阪線を設けている。

### 一般路線
「※」を付した系統は地域間幹線系統として、国・三重県・自治体の補助を受けて運行する。

#### 四日市市内線、市内循環線
- 01系統： 市立病院 - 近鉄四日市 - 中町 - 北条町 - JR四日市
- 02系統： 近鉄四日市→JR四日市→北条町→中町→近鉄四日市
01系統は昼間は60分毎、02系統は平日朝のみ運転。
01系統は2003年まで02系統の逆周りとして運行されており、両系統とも30分毎の運転であった。

#### かわしま線
- 04系統： 近鉄四日市 - 中川原駅前 - 伊勢松本駅前 - 陽光台浮橋 - 川島駅前 - かわしま園 - 悠彩の里
昼間は60分毎の運転。
2001年4月19日までは陽光台浮橋・川島駅前経由ではなく小生・川島経由で運行されていた。

#### 小杉線
- 11系統： 近鉄四日市 - 川原町 - 阿倉川駅前 - みゆきヶ丘 - 新小杉 - Jヒルズ（ - キオクシア正門前 - キオクシア東門前）
昼間は60分毎の運転。
2010年4月1日から新小杉 - Jヒルズ間延長。
Jヒルズ - 東芝四日市前（現在のキオクシア正門前）は2012年4月より下り朝の一本、2013年4月から上り下りとも朝夕の通勤時間帯の一部と12時台発で運転。なお、2022年4月から平日に限りキオクシア東門前発着に延長される。

#### 羽津山・市立病院線
- 12系統： 市立病院 - 近鉄四日市 - 川原町 - 阿倉川駅口 - 四日市羽津医療センター - 垂坂 - Jヒルズ - キオクシア正門前（ - 垂坂駐車場）
- 12系統： 市立病院 - 近鉄四日市 - 川原町 - 阿倉川駅口 - 四日市羽津医療センター - 垂坂 - Jヒルズ - キオクシア正門前 - キオクシア東門前
- 12系統： 市立病院 - 近鉄四日市 - 川原町 - 阿倉川駅口 - 四日市羽津医療センター - 垂坂 - Jヒルズ - キオクシア正門前（ - キオクシア東門前） - 四日市大学（平日朝 - 夕方のみ）
- 13系統： （JR四日市 ← ）近鉄四日市 - 川原町 - 阿倉川駅口 - 四日市羽津医療センター - 垂坂 - キオクシア正門前 - キオクシア東門前 / 垂坂駐車場（平日朝・夕夜間のみ）
- 13系統： JR四日市 → 川原町 → 阿倉川駅口 → 四日市羽津医療センター → 垂坂 → キオクシア正門前 → キオクシア東門前（平日朝のみ）
- 14系統：近鉄四日市 → 諏訪 → 堀木橋 → 垂坂 → キオクシア南門前 → キオクシア正門前 → キオクシア東門前（平日朝・キオクシア営業日のみ）
- 14系統：キオクシア東門前 → キオクシア正門前 → キオクシア南門前 → 垂坂 → 堀木橋 → 堀木 → 文化会館前 → 近鉄四日市（平日夕夜間・キオクシア営業日のみ）
昼間は12系統のみが30分毎（土休日の半分はJヒルズ止）の運転。朝・夕夜間の一部は近鉄四日市からの運転。
羽津山 → 垂坂 → Jヒルズ → 東芝四日市前（現在のキオクシア正門前）（ → 垂坂駐車場） → 東芝四日市東門（現在のキオクシア東門前）・四日市大学と徐々に運転区間を延ばしている。
2019年4月1日のダイヤ改正までは、12系統は東芝四日市前行き、垂坂駐車場行きに関わらず、バスの前面幕には「東芝四日市」と表示していたが、同日からは終点のバス停を表示するように変更されている。同年10月1日より、東芝メモリがキオクシアに社名変更したためバス停名も変更された。
2022年4月1日から12系統のキオクシア側の起終点が大きく変更され、垂坂駐車場発着ならびに平日のJヒルズ発着については大半がキオクシア東門前発着に変更される。また、平日の朝から夕方にかけての一部は四日市大学に乗り入れるようになる（1往復のみキオクシア東門前経由）。
13系統は12系統の急行便であり、2017年4月1日に新設された。13系統は坂部台、Jヒルズを経由しない。2021年4月1日から1往復（2022年4月からは2往復）のみ、JR四日市発着となっている。2024年4月より、JR四日市発は近鉄四日市を経由しなくなった。
平日のみ、下りの朝の一部と上りの夕夜間の一部に堀木橋経由の14系統が運行されている。長らくはノンストップで運行する12系統（2021年4月から2022年3月までは13系統）の直通バスであり、経路上のバス停は通過していたが、2021年7月から近鉄四日市側の一部バス停に停車する特急便となった（2023年4月からはキオクシア側にある垂坂も停車）。また、2021年3月までは上りの最終を除いて時刻表には記載されていなかったが、同年4月のダイヤ改正から記載されるようになった。2024年4月より、朝・夕方の2往復に連節バス「GREEN LINER」が投入されている。
キオクシア東門発の近鉄四日市方面行きはキオクシア東門停留所付近の一方通行の関係で、同停留所を出発後富田山城道路、四日市大学前交差点、四日市大学前経由で運転している。2017年の運転開始から2022年のダイヤ改正までは路線図には反映されていなかったが、同ダイヤ改正で四日市大学に乗り入れるようになったため反映されるようになった。

#### 三重団地笹川線
- 41系統： 三重団地→生桑道→大井手→市立病院口→近鉄四日市→南日永→公団住宅前→笹川団地→笹川ジャブ
- 41系統： 三重団地→生桑道→大井手→市立病院口→近鉄四日市→南日永→公団住宅前→波木南台一丁目→笹川テニス場
- 46系統： 三重団地←生桑道←大井手←市立病院口←近鉄四日市←南日永←公団住宅前←笹川団地←笹川ジャブ
- 46系統： 三重団地←生桑道←大井手←市立病院口←近鉄四日市←南日永←公団住宅前←波木南台一丁目←笹川テニス場
笹川ジャブ・笹川テニス場方向を41系統、三重団地方向を46系統と名乗る。
昼間は笹川ジャブ発着・笹川テニス場発着それぞれ30分毎の運転。平日に深夜バスあり。
2008年4月1日までは両方向とも41系統を名乗っていた。

#### 泊山医療センター線
- 43系統： 近鉄四日市 - 新正 - 泊駅口 - 泊ヶ丘住宅前 - 県立総合医療センター
昼間は60分毎の運転。
以前は「市立病院 - 近鉄四日市 - 泊駅口 - 県立総合医療センター - 笹川団地 - 笹川ジャブ」の運行であった。

#### 美里あがたヶ丘線
- 44系統： 近鉄四日市 - 市立病院口 - 美里ヶ丘 - 三重団地 - 赤水 - あがたハイツ
- 44系統： 近鉄四日市 - 市立病院口 - 美里ヶ丘 - 三重団地 - メリノール前 - 赤水 - あがたハイツ
- 44系統： 近鉄四日市 - 市立病院口 - 美里ヶ丘 - 三重団地 - 赤水 - あがたハイツ - ファムタウン四日市上海老
昼間は60分毎の運転。平日の下り朝・上り夕にメリノール前経由が存在する。
2003年に「44系統：近鉄四日市 - 大井手 - 美里ヶ丘 - 三重団地」と「71系統：JR四日市 - 近鉄四日市 - 末長橋 - 生桑道 - 赤水 - あがたハイツ」が統合され、現在の形となった。
2021年7月1日に日中の便がファムタウン四日市上海老まで延伸。

#### 四日市平田線
- 53系統： 近鉄四日市 - 追分駅前 - 内部駅前 - 石薬師 - 平田町駅　※
昼間は120分毎の運転。
以前は鈴鹿市駅まで運転されていた。

#### 水沢（室山）線
- 61系統： JR四日市 - 近鉄四日市 - 日永駅前 - 室山 - 高花平 - 水沢本町 - 宮妻口　※
- 62系統： JR四日市 - 近鉄四日市 - 日永駅前 - 室山 - 高花平 - 水沢本町 - 椿大神社　※
- 63系統： JR四日市 - 近鉄四日市 - 日永駅前 - 室山 - 高花平 - 小山田病院　※
- 64系統： JR四日市 - 近鉄四日市 - 日永駅前 - 室山 - 高花平　※
61系統・62系統は昼間はそれぞれ120分毎の運転。63系統は昼間は60分毎の運転。64系統は下り夜間・上り朝のみ運転。

#### 水沢（笹川）線
- 65系統： 近鉄四日市 - 南日永 - 高花平　※
- 65系統： 近鉄四日市←南日永←高花平←水沢本町←宮妻口　※
下りは平日夕方、上りは平日朝のみの運転。宮妻口発は平日朝1本のみ。
2010年3月31日までは昼間も90分毎で運転されていた。

#### 四日市福王山線
- 71系統： JR四日市 - 近鉄四日市 - 川原崎 - 生桑道 - 赤水 - 竹成 - 福王山　※
- 71系統： JR四日市 - 近鉄四日市 - 川原崎 - 生桑道 - メリノール前 - 赤水 - 竹成 - 福王山　※
昼間は120分毎の運転。平日の下り朝及び上りの夕方にメリノール前経由で運行する。
以前は阿下喜駅前まで運転されていた。

#### 桜台線、桜花台線
- 78系統： 近鉄四日市 - 大井手 - 高角 - 桜台2丁目 - 桜台
- 80系統： 近鉄四日市 - 城東町 - 松本駅前 - 高角 - 桜台2丁目 - 桜花台 - 桜リサーチパーク
- 03系統： 近鉄四日市→城東町→松本駅前→高角→桜花台→桜リサーチパーク
昼間は80系統（桜花台止）30分毎の運転。78系統は6往復、桜リサーチパーク発着は合計2往復のみ。
最盛期は78系統20分毎、03系統（桜花台止）30分毎の運転であった。

#### 市立病院・四日市港線、東日野・四日市港線
- 93系統： 市立病院 - 近鉄四日市 - JR四日市 - 千歳町 - 四日市港
- 94系統： 市立病院 - 近鉄四日市 - JR四日市 - 曙町 - 四日市港
- 95系統： ガーデンタウン東日野 - 城西町 - 近鉄四日市 - JR四日市 - 千歳町 - 四日市港
- 96系統： ガーデンタウン東日野 - 城西町 - 近鉄四日市 - JR四日市 - 曙町 - 四日市港
- 97系統： ガーデンタウン東日野 - 城西町 - 近鉄四日市 - JR四日市
ガーデンタウン東日野 - JR四日市間は昼間は平日30分毎、土休日60分毎の運転。JR四日市 - 四日市港は昼間は平日60分毎、土休日120分毎の運転。
東日野からの運転は、近鉄四日市を経由して、磯津への直通運転→霞ケ浦への直通運転→四日市港への直通運転 と変遷を辿っている。（近鉄四日市から磯津・霞ケ浦へのバスはいずれも廃止済み）

#### 湯の山線
- 76系統： アクアイグニス - 近鉄湯の山温泉 - 湯の山温泉・御在所ロープウエイ前
40-60分毎の運転。（季節により増便あり）
2004年3月31日までは「神森 - 菰野本町 - 近鉄湯の山温泉 - 三交湯の山温泉」の運行、さらに前は国鉄四日市からの運行であった。
2012年12月21日よりアクアイグニス - 近鉄湯の山温泉駅間延長
2018年9月14日より栃谷・三之瀬・蒼滝口・三交湯の山温泉停留所廃止、清家橋以西を国道477号線・湯の山かもしか大橋経由に切り替え、御在所ロープウエイ駅前へ路線変更[10]。なお、湯の山かもしか大橋通行止めの場合は、旧三交湯の山温泉停留所に臨時バス停が設置され、旧来のルートを運行する。

#### こにゅうどうくんライナー
- 小山田病院 - 和無田改善センター - 笹川テニス場 - 釆女が丘団地 - イオンタウン四日市泊 - 県立総合医療センター
2020年10月1日より51系統 四日市長沢線（近鉄四日市～和無田改善センター）の代替として運行開始。

### 受託路線
- 四日市市自主運行バス
  - 75系統： 神前高角線： 近鉄四日市 - 市立病院口 - （イオン尾平店） - 中尾平 - 曽井町 - 神前大日山 - （菅原町） - （四日市中央工業高校） - 近鉄高角駅
以前は三重交通の直営で、近鉄四日市 - 大井寺 - 中尾平 - 神前大日山という経路で運転されていた。
2012年3月20日のダイヤ改正で、一部の便はイオン尾平店、菅原町、四日市中央工業高校へ乗り入れしている。
  - 92系統： 磯津高花平線：
    - 磯津 - 塩浜駅前 - JR南四日市 - 泊駅口 - 県立総合医療センター - 笹川西 - 高花平
以前は三重交通の直営。
2016年4月 塩浜駅前～磯津間で、昼間に北五味塚経由便が一部追加
2020年2月 イオンタウン四日市泊経由に経路変更
    - 塩浜駅前→JR南四日市→イオンタウン四日市泊→海星中学・高校前→塩浜駅前
2021年4月 海星中学・高校前 停留所を追加し、路線新設
- 菰野町コミュニティバス

## 廃止・撤退路線
- 新正車庫・近鉄四日市 - 名古屋空港
※1999年12月11日名鉄バスとの共同運行で運行開始。2005年中部国際空港開港に伴い廃止。
- 近鉄四日市 - 長島温泉
- 近鉄四日市・高角・関バスセンター・国道大内 - ユニバーサル・スタジオ・ジャパン（ユニバーサル・スタジオ・ジャパン高速線）
※土休日および学校の春・夏・冬休み期間のみ1往復運行、2010年3月31日限りで廃止。
- 四日市奈良高速線： 長島温泉・近鉄四日市駅 - 櫟本（天理市）・近鉄奈良駅・JR奈良駅
  - 奈良交通と共同運行[11]
  - 2014年10月8日運行開始[12]
- 名古屋三重団地高速線： 名鉄BC - 四日市大学・垂坂駐車場・東芝四日市・生桑道・三重団地
- 四日市中部国際空港高速線（35系統）： 新正車庫・近鉄四日市駅・都ホテル前・生桑車庫・東芝四日市・垂坂駐車場 - 中部国際空港（セントレア）
  - 2005年中部国際空港開港と同時に運行開始。2007年3月31日までは名鉄バスとの共同運行で、現在の東芝四日市・垂坂駐車場ではなく大沢台経由であった。
  - 運行本数は9往復。
  - 2024年4月1日運行休止[13]。
- 四日市ライナー大阪号（38系統）： 近鉄四日市・生桑車庫 - 大阪駅JR高速バスターミナル
  - 運行本数は平日1日1往復、土休日1日2往復。
  - 西日本JRバスと共同運行。
  - 車両はトイレ付き40-42人乗り4列シート車。
沿革
    - 2009年6月3日：認可申請[14]。
    - 2009年8月20日：路線認可。
    - 2009年9月19日：運行開始[15]。
    - 2014年3月1日：近鉄バスが撤退し、6→4往復に減便[16]。
    - 2018年4月1日：ダイヤを変更[17]、平日は1日1往復のみ、土日祝日及び8月13日～15日、12月30日～1月4日は1日2往復に減便[18]。
    - 2018年7月21日：西日本JRバスとの共同運行を開始。ダイヤを変更し、三重交通担当便に四日市ライナー大阪号の愛称を付与。大阪駅の発着所を東梅田（近鉄バスのりば）から大阪駅JR高速バスターミナルに変更。土山BS・新大阪駅北口への停車を廃止。西日本JRバスは三宮バスターミナル・大阪駅JR高速バスターミナル - 近鉄四日市・長島温泉間の「ナガシマリゾートライナー」を1往復運行する。平日1往復・土休日2往復（ナガシマリゾートライナーを加えると大阪駅 - 近鉄四日市間は3往復）となる[19]。
    - 2020年12月1日：西日本JRバス担当便の三宮バスターミナルを廃止し、大阪駅JR高速バスターミナル発着となる[20]。
    - 2024年4月1日：運行休止[21]。西日本JRバスは同日付で路線廃止[22]。
- 05系統： 近鉄四日市 - 川原町 - 東新町 - 午起 - 四日市競輪場 - 霞ポートビル
※2005年3月31日廃止。
- 06系統： 近鉄四日市 - JR四日市 - 北条町 - 東新町 - 午起 - 四日市競輪場 - 霞ポートビル
※2005年3月31日廃止。
- 07系統： ＜直行＞ 近鉄四日市 - JR四日市 - 四日市ドーム
※2005年3月31日廃止。
- 10系統： 近鉄四日市 - 金場町 - 富田駅前 - 川越 - 国道安永 - 桑名駅前
※1999年3月31日廃止。
- 13系統： 近鉄四日市 - 金場町 - 霞ヶ浦駅口 - 鵤（いかるが） - 垂坂
2002年5月31日廃止。2002年9月、「生活バス四日市運営協議会」が発足生活バスよっかいちし、11月1日よりコミュニティバス「生活バスよっかいち」が試験運行開始（無料）。
2003年4月1日より本格運行開始（1乗車100円）。同日付けでNPO法人「生活バスよっかいち」を設立。
スーパーサンシ - 東垂坂 - いかるが - 別名 - 四日市社会保険病院 - 大宮町 - かすみがうら駅間を運行している。
- 14系統：近鉄四日市 - 川原町 - 金場町 - 霞ヶ浦駅口 - 大矢知駅前 - 北永台（大矢知線）
- 17系統： 近鉄富田駅 - 四日市ドーム前 - オーストラリア記念館 - 霞ヶ浦公園（富田霞ヶ浦公園線）
2012年3月24日から運行開始。日中のみの運行で、4月 - 11月の土曜・日曜・休日及び春休み、夏休み期間中のみ運転。2013年以降の運行実績は不明である。
- 20系統： 近鉄四日市 - 追分 - 河原田駅前 - 高岡台 - 鈴鹿市駅（四日市鈴鹿線）
2007年3月31日までは三交鈴鹿・鈴鹿中央病院まで運行。さらに前は白子駅西まで運行されており、最盛期は30系統と合わせて近鉄四日市 - 鈴鹿市駅間は15分毎の運転であった。利用者減少に伴ない7往復まで減少し、2018年3月31日限りで路線廃止
- 30系統： 鈴鹿市駅 - 河原田駅 - 追分 - 近鉄四日市 - 富田駅前 - 川越 - 桑名駅前
- 40系統： 三重団地→生桑道→（国道477号バイパス経由）→市立病院口→近鉄四日市→南日永→公団住宅前→笹川団地
- 40系統： 三重団地→生桑道→（国道477号バイパス経由）→市立病院口→近鉄四日市→南日永→公団住宅前→波木南台一丁目→笹川テニス場
※40系統は平日朝のみバイパス経由で運転（大井手、大井手東は経由しない）1999年4月の運行から2-3年？で廃止
- 50系統： 近鉄四日市 - 追分駅前 - 内部駅前 - 石薬師 - 国道庄野 - 亀山駅前 - 関バスセンター
- 51系統： 近鉄四日市 - 追分駅前 - 内部駅前 - 釆女が丘 - 久間田 - 和無田 - 長沢
※2008年3月31日 和無田～長沢間を廃止
- 51系統： 近鉄四日市 - 追分駅前 - 内部駅前 - 釆女が丘 - 久間田 - 和無田改善センター（四日市長沢線）
※2020年9月30日廃止
- 52系統： 近鉄四日市 - 追分駅前 - 内部駅前 - 石薬師 - 国道庄野 - 本田技研 - 平田町駅 - 東三日市 - 鈴鹿市駅
- 71系統： JR四日市←近鉄四日市←川原崎←生桑道←竹成←福王山←宇賀渓口←阿下喜（平日朝の1本のみ運行）
- 72系統： JR四日市 - 近鉄四日市 - 市立病院口 - 川原崎 - 生桑道 - 竹成 - 福王山
- 76系統： 国鉄四日市 - 近鉄四日市 - 高角 - 神森 - 菰野 - 近鉄湯の山温泉 - 三交湯の山温泉
- 76系統： 神森 - 菰野 - 近鉄湯の山温泉 - 三交湯の山温泉
※近鉄湯の山温泉 - 三交湯の山温泉間は引き続き運行
- 91系統： 霞ヶ浦 - 東新町 - 近鉄四日市 - JR四日市 - 尾上町 - 四日市港
- 91系統： 霞ヶ浦 - 東新町 - 近鉄四日市 - JR四日市 - 尾上町 - 曙町 - 塩浜駅前 - （石原正門前）
※塩浜駅前 - 石原正門前間は朝夕のみ運行
- 91系統： 近鉄四日市 - JR四日市 - 尾上町 - 四日市港口 - 海山道 - 塩浜駅前
- 92系統： 近鉄四日市 - JR四日市 - 尾上町 - 昌栄町 - 塩浜駅前 - 磯津
- 93系統： 近鉄四日市 - JR四日市 - 尾上町 - 昌栄町 - 海山道 - 塩浜駅前 - 健康増進センター
- 22系統： 菰野駅前 - 千草 - 朝明口 - 朝明ヒュッテ（季節運行）
- 23系統： 菰野駅前 - 神森 - 桜小学校前 - 青木 - 水沢 - 宮妻口（菰野宮妻線）
- 81系統： 菰野駅前 - 千草 - ゴルフ場北口（菰野福王山線）
- 81系統： 菰野駅前 - 千草 - 尾高口 - 田光 - 福王山（菰野福王山線）
※2004年3月31日廃止、4月1日から菰野町コミュニティーバス「かもしか号」が代行。
- 81系統： 菰野駅前 - 千草 - 尾高口 - 田光 - 福王山 - （福王神社）
※2004年3月31日廃止、福王山 - 福王神社間は毎月3の付く日及び春秋の大祭りの時に運行

## 車両

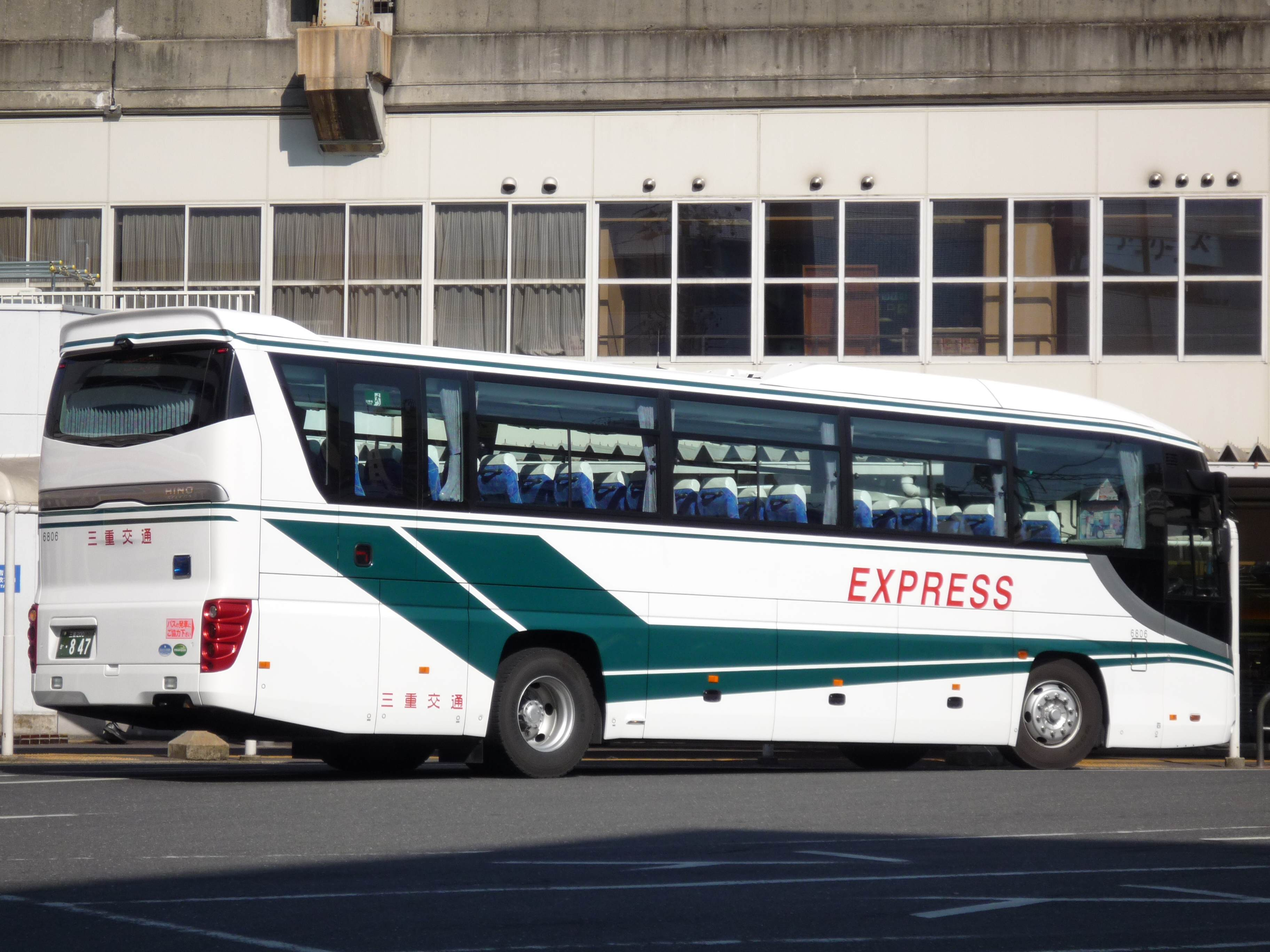
日野セレガ2代・中距離高速路線仕様

大半の車両のナンバープレートが三重ナンバーであるが、2020年5月以降に登録された車両は四日市ナンバーとなる。

## 関連人物
- 福田香史 - 元職員。